# Saison 8 de La Guerre des trônes : La Véritable Histoire de l'Europe
La huitième saison de La Guerre des trônes : La Véritable Histoire de l'Europe, sous-titrée Le clan Bonaparte, est une émission de télévision historique qui retrace l'histoire de l'Europe de 1793 à 1815.
Elle raconte l'évolution de la géopolitique de l'Europe de la fin de la Révolution française à la chute du Premier Empire en 1815.
Présentée par Bruno Solo et réalisée par Vanessa Pontet, elle est diffusée sur France 5 du 19 décembre 2024 au 2 janvier 2025.

## Principe de l'émission
Chaque numéro retrace l’épopée des dynasties rivales ainsi que les jeux de pouvoir qui ont écrit l’histoire de l’Europe de la fin du XVIIIe siècle et du début du XIXe siècle, au travers de reconstitutions historiques et de la visite de différents lieux en lien avec les événements.
En parallèle, Bruno Solo explique les enjeux géopolitiques ainsi que les interactions entre les différents souverains en déplaçant des pions sur une grande carte.

## Présentation et réalisation
Chaque numéro est présenté par le comédien Bruno Solo.
La réalisation des émissions est dirigée par Vanessa Pontet.

## Période historique
La huitième saison retrace le destin de Napoléon Bonaparte, son ascension fulgurante qui le propulsa de général à empereur des Français, mais aussi ce qui a précipité sa chute,.
Elle raconte également les relations au sein de la famille Bonaparte, notamment le rôle joué par sa mère mais aussi ses frères et sœurs, ainsi que la façon dont la famille a étendu son influence en Europe,.

Avant la diffusion de la saison, la réalisatrice Vanessa Pontet déclare : 

« Après huit années à écrire et réaliser La guerre des trônes, je peux dire avec fierté que cette saison est un aboutissement dans l’exercice du docu-fiction historique à la télévision. L’équilibre parfait entre éclairages documentaires portés par Bruno Solo et fictions jouées par d’excellents comédiens, tel Maxime d’Aboville dans le rôle de Napoléon. La symbiose de l’humour, signature du narrateur, et le sérieux des dialogues issus des sources historiques les plus précises, sous l’œil vigilant de l’historien David Chanteranne. Le divertissement et la pédagogie ! »

## Liste des épisodes

### Episode 1:Napoléon, l'ascension (1793-1797)
Diffusion
- France : 19 décembre 2024

Résumé
En mai 1793, la famille Bonaparte est contrainte de quitter la Corse et part s'installer à Marseille. Malgré ses exploits lors du siège de Toulon, le jeune lieutenant Napoléon Bonaparte sait que son avenir est incertain. Il a refusé d'aller combattre les royalistes en Vendée et depuis, sa carrière militaire est au point mort.
Isolé dans son appartement parisien, il peut cependant compter sur le soutien de sa famille ainsi que du président du Directoire Paul Barras qui va lui offrir l'opportunité de s'illustrer en prenant le commandement de l'armée d'Italie. Par son intermédiaire, Napoléon rencontre Joséphine de Beauharnais, une femme qui va changer sa vie.

### Episode 2:Lucien, le rebelle (1798-1799)
Diffusion
- France : 19 décembre 2024

Résumé

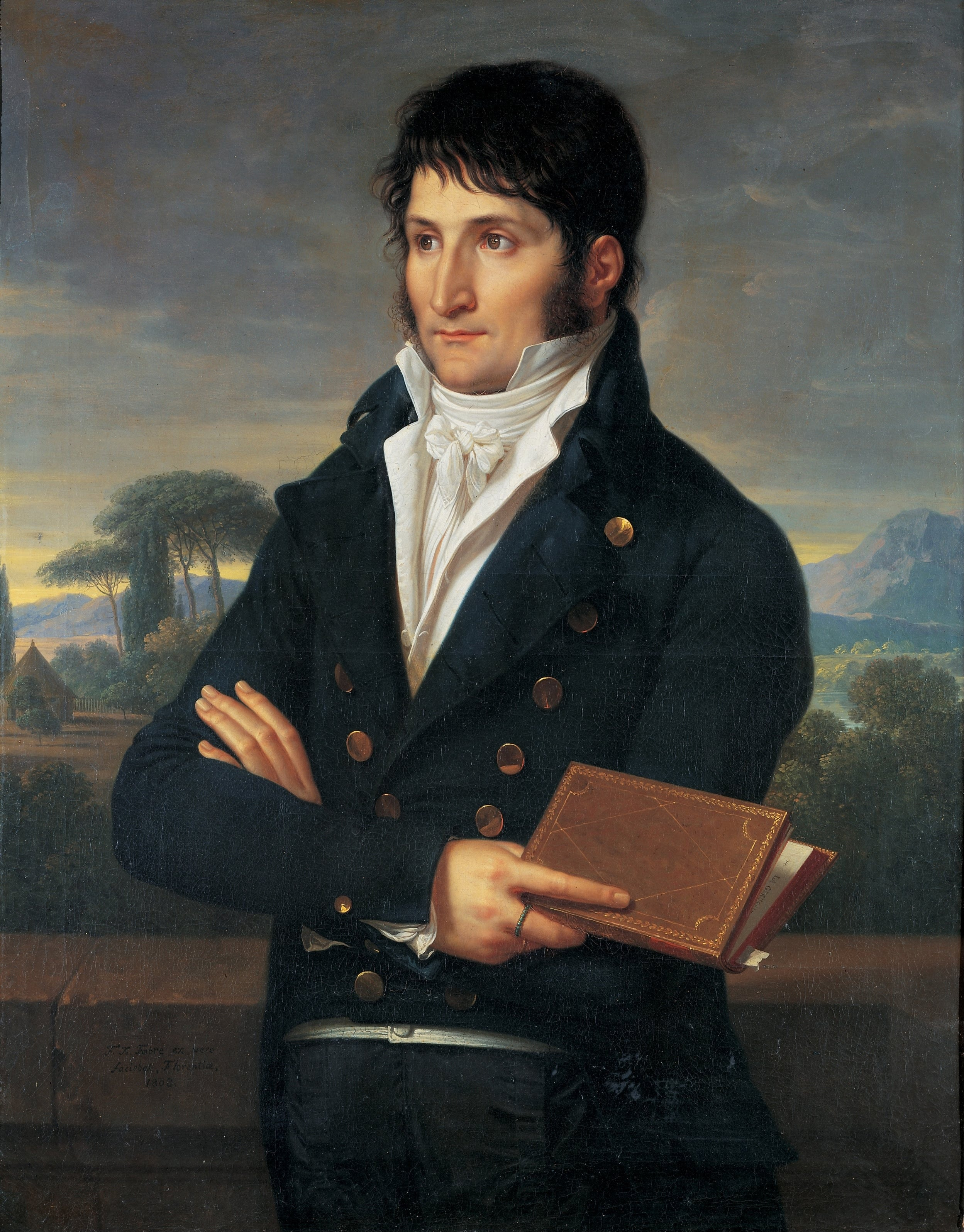
Portrait de Lucien Bonaparte.

Lucien Bonaparte, un des frères de Napoléon Bonaparte, est un homme ambitieux. Soutenu par son épouse, il nourrit de grands projets pour sa carrière.
De son côté, Napoléon sort auréolé de ses victoires lors de la campagne d'Italie. Le Directoire trouve ce général ambitieux un peu trop encombrant et l'envoie en Égypte afin de couper la route du Nil aux Anglais, mais cela déclenche une nouvelle coalition de monarchies européennes (l'Angleterre, l'Empire ottoman et la Russie) contre la France. Dans le même temps, le Directoire déclare à nouveau la guerre à l'Autriche, avec qui Bonaparte avait pourtant signée la paix de Campo-Formio. La guerre reprend alors.
Face aux erreurs du Directoire, Lucien s'associe à Talleyrand afin de former un coup d'état et constituer un nouveau régime composé de trois consuls. Cependant Napoléon, qui est de retour d'Égypte après avoir appris les infidélités de Joséphine, s'oppose à son frère Lucien et insiste pour faire partie des trois consuls. Le 18 Brumaire, accompagné de quelques grenadiers, il s'introduit dans la salle où sont réunis les députés du Conseil des Cinq-Cents mais les choses tournent mal.

### Episode 3:Joseph, l'héritier? (1799-1803)
Diffusion
- France : 26 décembre 2024

Résumé
Devenu Premier Consul après le coup d'État du 18 Brumaire, Napoléon Bonaparte est désormais l'homme le plus puissant de France. Peu après son arrivée au pouvoir, il doit cependant partir en guerre contre l'empire d'Autriche. Après la victoire de Marengo, l'Autriche accepte finalement de négocier. Napoléon envoie alors son frère aîné Joseph afin négocier la paix de Lunéville.
Sur le plan intérieur, Napoléon doit également lutter contre la menace des royalistes qui organisent un attentat rue Saint-Nicaise afin de tenter de l'assassiner. Napoléon en réchappe et charge Joseph Fouché de traquer les conspirateurs.
Par ailleurs, Napoléon sait que son pouvoir est précaire. En effet Joséphine n'a toujours pas d'enfant. Dans ces conditions, Joseph Bonaparte estime qu'il est le plus légitime pour succéder à Napoléon, en cas de besoin. Néanmoins il n'est pas le seul à partager cette ambition.
De leurs côtés, les royalistes n'ont pas abandonné l'espoir de rétablir la monarchie. Exilé à Moscou, le comte de Provence (futur Louis XVIII) se prépare toujours à devenir roi. Depuis l'Angleterre, le comte d'Artois complote également et décide d'envoyer le général chouan Georges Cadoudal en France afin de capturer ou assassiner Napoléon.

### Episode 4:Caroline, l'ambitieuse (1804-1807)
Diffusion
- France : 26 décembre 2024

Résumé

Caroline et ses enfants.

En 1804, Napoléon se fait couronner empereur des Français et devient Napoléon Ier. 
Enchaînant les victoires contre l'Autriche, la Prusse et la Russie, il décide de placer des membres de sa famille sur différents trônes d'Europe.
Comprenant qu'il y a là une opportunité à saisir pour elle, sa sœur Caroline se montre ambitieuse. Elle décide alors d'intriguer auprès de son frère afin de tenter de devenir indispensable à ses yeux et obtenir ainsi un trône pour elle et son mari, Joachim Murat.

### Episode 5:Un héritier à tout prix (1807-1812)
Diffusion
- France : 2 janvier 2025

Résumé
En 1807, Napoléon règne sur l'Europe. Il a placé ses frères et sœurs à la tête de différentes royaumes. Cependant aucun n'a les mains libres pour gouverner, ce qui nourrit des rancœurs et des trahisons au sein de la famille.
Désireux d'assurer sa succession, Napoléon décide finalement de se séparer de Joséphine, qui ne peut lui donner d'héritier, et épouse Marie-Louise de Habsbourg, fille de l'empereur d'Autriche. En 1811, celle-ci lui donne un fils, à qui Napoléon donne le titre de roi de Rome.
Sur la scène internationale, les conquêtes de Napoléon ainsi que la guerre d'indépendance espagnole poussent la Russie à déclarer à nouveau la guerre à la France. Napoléon se décide alors à marcher sur Moscou.

### Episode 6:Le bal des traîtres (1812-1815)
Diffusion
- France : 2 janvier 2025

Résumé

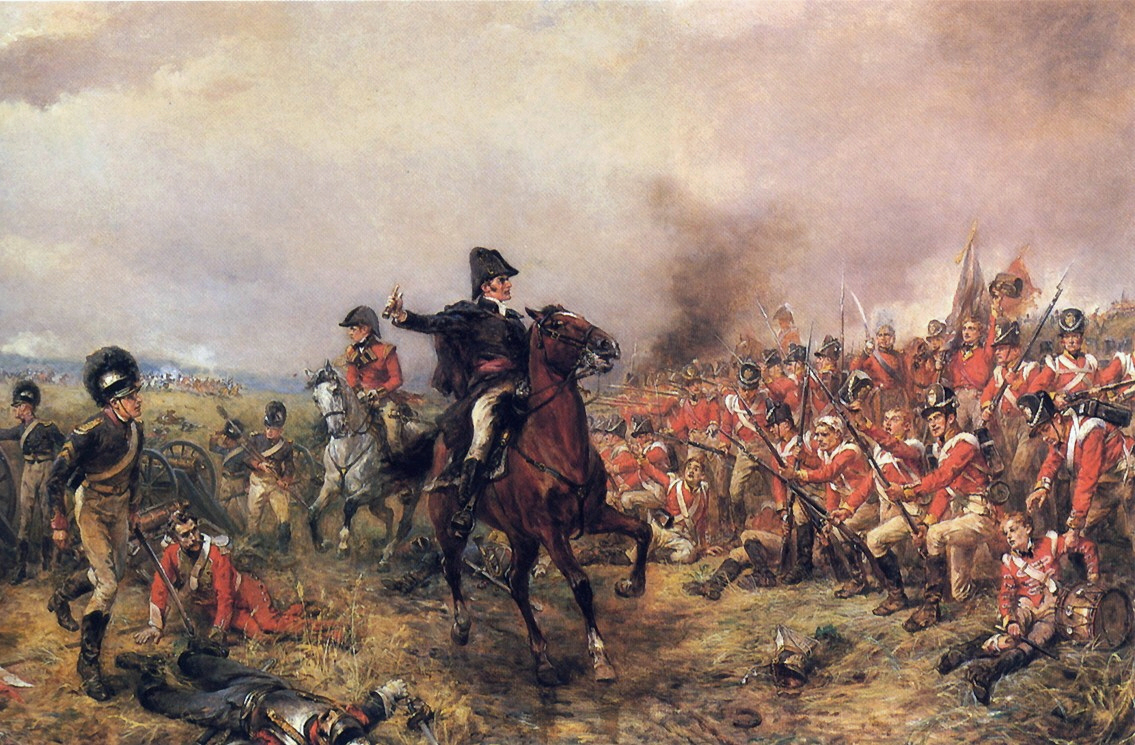
Le duc de Wellington à Waterloo.

Après être entré dans Moscou, Napoléon assiste impuissant à l'incendie de la ville par les Russes. Contraint de quitter Moscou en plein hiver, il doit alors faire retraite avec son armée. La campagne de Russie tourne alors au désastre.
Comprenant que Napoléon est affaibli, les puissances européennes menées par la Russie, la Prusse et l'Autriche, forment alors une sixième coalition contre la France. Durant la campagne d'Allemagne de 1813, Napoléon est trahi et doit finalement battre en retraite afin de défendre le territoire français.
Dans le même temps, les liens au sein de la famille Bonaparte se désintègrent. Se sentant abandonné par ses proches, Napoléon choisit alors d'abdiquer en 1814. Louis XVIII prend le pouvoir, avec le soutien des coalisés.
Exilé à l'Île d'Elbe, Napoléon n'a cependant pas dit son dernier mot. Il rentre en France en 1815. C'est la période des Cent-Jours qui culmine avec la bataille de Waterloo.

## Distribution
- Maxime d'Aboville : Napoléon Bonaparte[7]
- Charlotte Meynaert : Joséphine de Beauharnais
- Katia Miran : Caroline Bonaparte
- Laure Grandbesançon : Élisa Bonaparte
- Astrid Bas : Letizia Bonaparte
- Nans Thomassey : Louis Bonaparte
- Benjamin Gazzeri Guillet : Lucien Bonaparte
- Jérémy Charvet : Jérôme Bonaparte
- Guillaume Monfraix : Joachim Murat
- Benjamin Gomez : Joseph Bonaparte
- Lola Daniel : Pauline Bonaparte (adulte)
- Ilona Goujard : Pauline Bonaparte (adolescente)
- Clément Séjourné : Talleyrand
- Stéphane Bern : George III d'Angleterre
- Pierre-Arnaud Juin : François II d'Autriche
- Michel Cymes : Paul Barras
- Damien Jouillerot : Le comte de Provence (futur Louis XVIII)[8]
- Romain Deroo : Le comte d'Artois (futur Charles X)

## Tournage

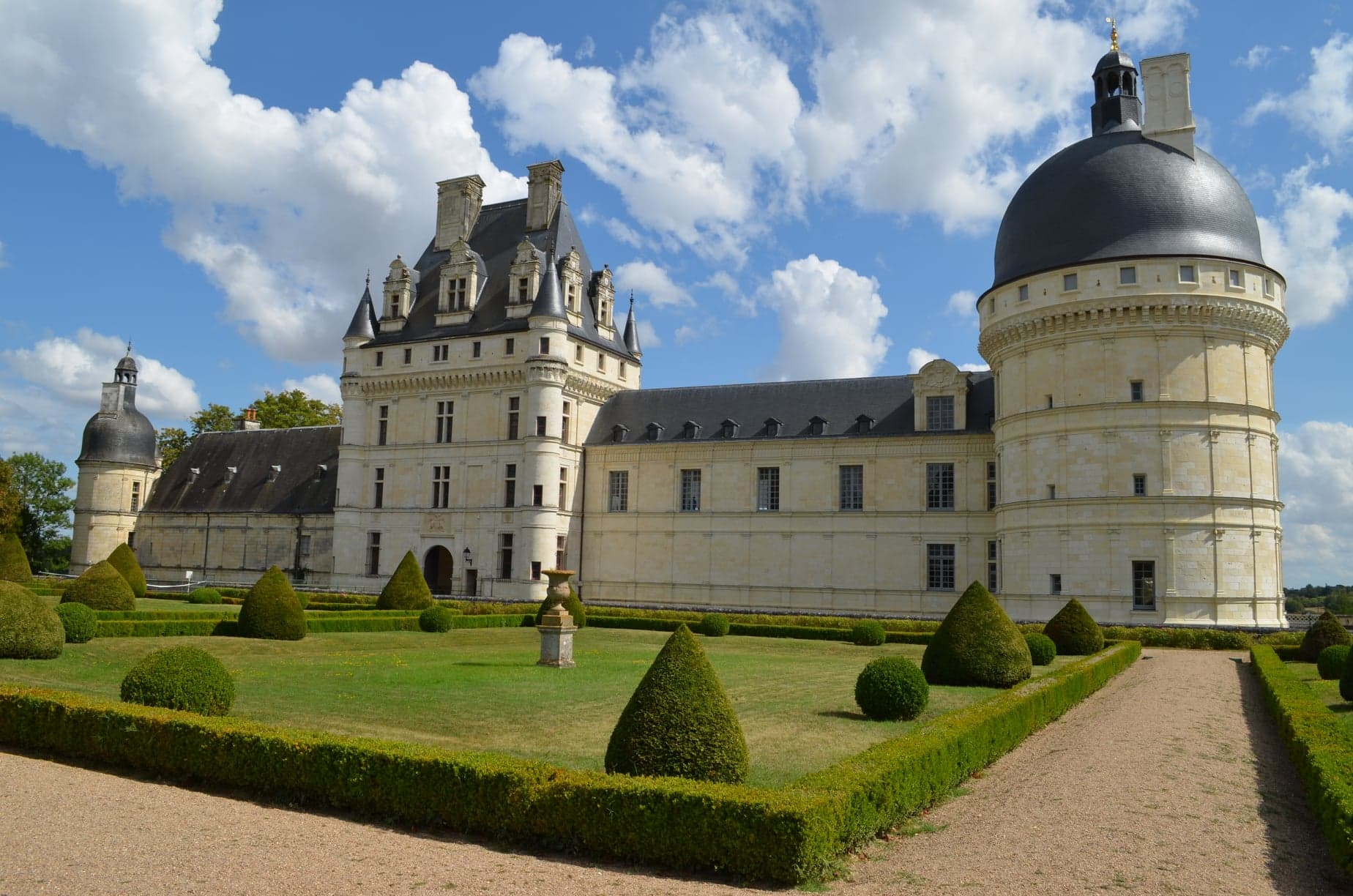
Le château de Valencay.

Outre les reconstitutions historiques, différentes séquences ont été tournées au Château de Valençay,.  
C'est notamment le cas de la rencontre entre Bonaparte et Joséphine de Beauharnais. 

Interviewé lors du tournage durant l'été 2024, le producteur Samuel Kissous met en avant l'importance du patrimoine français : 

« Nous avons la chance en France d’avoir des châteaux magnifiques qui sont restés dans leurs jus. C’est ce qui a permis à La Guerre des trônes d’exister, car créer de tels décors aurait coûté une fortune. »

D'autres séquences ont été tournées aux châteaux de Bouges, Chimay et Fontainebleau.

## Diffusion
La huitième saison est diffusée en prime-time sur France 5 le jeudi :
- 19 décembre 2024 (épisodes 1 et 2)
- 26 décembre 2024 (épisodes 3 et 4)
- 2 janvier 2025 (épisodes 5 et 6)

## Audiences
| Rang | Première diffusion | Titre                   | Période   | Nombre de téléspectateurs | Part d'audience |
| ---- | ------------------ | ----------------------- | --------- | ------------------------- | --------------- |
| 41   | 19 décembre 2024   | Napoléon, l'ascension   | 1793-1797 | 1 029 000                 | 5,3%            |
| 42   | 19 décembre 2024   | Lucien, le rebelle      | 1798-1799 | 1 029 000                 | 5,3%            |
| 43   | 26 décembre 2024   | Joseph, l'héritier ?    | 1799-1803 | 908 000                   | 4,9%            |
| 44   | 26 décembre 2024   | Caroline, l'ambitieuse  | 1804-1807 | 908 000                   | 4,9%            |
| 45   | 2 janvier 2025     | Un héritier à tout prix | 1807-1812 | 788 000                   | 3.9 %           |
| 46   | 2 janvier 2025     | Le bal des traîtres     | 1812-1815 | 788 000                   | 3.9 %           |

## Avis de la presse
Le magazine Télé 2 semaines dresse une critique positive de cette saison : 

« Cette nouvelle saison offre une plongée dans les intrigues, les amours et les exploits de Napoléon Bonaparte grâce à un travail de reproduction convaincant. Les scènes de vie du général sont complétées par des séquences explicatives animées par Bruno Solo à l'humour efficace et au ton léger. »

Dans la même lignée, le quotidien Ouest-France dresse une critique plutôt positive de ce « programme pédagogique et populaire », soulignant le bon équilibre entre la partie fiction et le décryptage de Bruno Solo qui « permet d’éviter les longues explications ennuyeuses ».
Blaise de Chabalier du Figaro TV, de son côté, donne à cette saison la note de 5 étoiles.
Il salue l'interprétation des acteurs dans les scènes de fiction, notamment de Maxime d'Aboville qui « se glisse parfaitement dans la peau de Napoléon », « grâce à sa présence, son énergie, et sa justesse », mais aussi de Michel Cymes, dans le rôle de Barras, qu'il trouve « surprenant et convaincant ».